# Gomphus kauffmanii
Gomphus kauffmanii är en svampart som först beskrevs av A.H. Sm., och fick sitt nu gällande namn av Corner 1966. Gomphus kauffmanii ingår i släktet Gomphus och familjen Gomphaceae.   Inga underarter finns listade i Catalogue of Life.